# Francisco Cerúndolo
Francisco Cerúndolo (født 13. august 1998 i Buenos Aires, Argentina) er en professionel tennisspiller fra Argentina.